# Font Awesome
Font Awesome es un conjunto de herramientas de fuentes e íconos basado en CSS y Less . A fecha de 2020, Font Awesome fue utilizado por el 38% de los sitios que utilizan scripts de fuentes de terceros, colocándolo en el segundo lugar, después de Google Fonts .

## Historia
Font Awesome fue creado por Dave Gandy para su uso con Bootstrap .Se puede descargar desde BootstrapCDN.[cita requerida]
Font Awesome 5 se lanzó el 7 de diciembre de 2017 con 1278 iconos. La versión 5 viene en dos paquetes: Font Awesome Free, que es de uso libre, y Font Awesome Pro, que es propietario y que está disponible por una tarifa. Las versiones gratuitas (todas las versiones hasta 4 y la versión gratuita para 5) están disponibles bajo las licencias SIL Open Font License 1.1, Creative Commons Attribution 4.0 y MIT License .
Font Awesome 6 es la próxima versión que actualmente está en fase beta. Su página dedicada a la versión 6 indica que los usuarios podrán cargar sus propios íconos y recibir más íconos además de los existentes de Font Awesome 5.